# ريتشارد ويلينغتون مكلارين
ريتشارد ويلينغتون مكلارين (بالإنجليزية: Richard Wellington McLaren)‏ هو محامي وقاضي أمريكي، ولد في 21 أبريل 1918 في شيكاغو في الولايات المتحدة، وتوفي بنفس المكان في 25 فبراير 1976.